# Sloveanka, Djankoi
Sloveanka (în ucraineană Слов'янка) este un sat în comuna Iarke Pole din raionul Djankoi, Republica Autonomă Crimeea, Ucraina.

## Demografie
Componența lingvistică a localității Sloveanka
     Rusă (45,9%)
     Tătară crimeeană (44,81%)
     Ucraineană (9,29%)
Conform recensământului din 2001, nu exista o limbă vorbită de majoritatea populației, aceasta fiind compusă din vorbitori de rusă (45,9%), tătară crimeeană (44,81%) și ucraineană (9,29%).